# Adrana scaphoides
Adrana scaphoides är en musselart som beskrevs av Alfred Rehder 1939. Adrana scaphoides ingår i släktet Adrana och familjen nötmusslor. Inga underarter finns listade i Catalogue of Life.